# Little Red Rooster (Howlin' Wolf)
Little Red Rooster (o The Red Rooster come venne inizialmente intitolato) è un brano musicale blues considerato uno standard del genere. Howlin' Wolf registrò The Red Rooster nel 1961, canzone accreditata a Willie Dixon, anche se precedenti brani blues erano stati citati come fonte d'ispirazione per la traccia. Una moltitudine di artisti ha reinterpretato la canzone, inclusi Sam Cooke, Willie Mabon, The Doors, e The Rolling Stones, che ebbero un importante successo di classifica con il brano nel 1964.

## Il brano

### Origine e storia
Il gallo ("rooster" in lingua inglese) è un tema ricorrente in diverse canzoni blues degli anni venti e trenta, e la canzone del 1929 Banty Rooster Blues di Charlie Patton viene spesso indicata come la "progenitrice" di Little Red Rooster. Anche se musicalmente i due brani sono differenti, esistono delle similitudini per quanto riguarda i testi. La traccia di Patton include i versi: «What you want with a rooster, he won't crow 'fore day» e «I know my dog anywhere I hear him bark», simili a quelli presenti in The Red Rooster scritti da Dixon: «I have a little red rooster, too lazy to crow 'fore day» e «Oh the dogs begin to bark...» Inoltre, If You See My Rooster (Please Run Him Home) (1936 Vocalion 03285) di Memphis Minnie contiene la strofa: «If you see my rooster, please run 'im on back home», simile a «If you see my little red rooster, please drive 'im home» di Dixon.
Nel 1950, Margie Day con i Griffin Brothers registrò un blues uptempo dal titolo Little Red Rooster (Dot 1019). La canzone venne descritta come "un grintoso blues piccante, con ottime percussioni boogie boogie sullo sfondo".
Il brano ebbe successo, raggiungendo la posizione numero 5 della classifica Billboard R&B Chart nel 1951. La versione della Day include il verso: «Got a little red rooster, and man how he can crow...He's a boss of the barnyard, any ol' place he goes». Il brano è accreditato a Edward e James Griffin e, nonostante sia intitolata Little Red Rooster, non è assolutamente lo stesso brano di Willie Dixon né musicalmente né dal punto di vista del testo.